# Колычовка
Количевка (укр. Количі́вка) — село Черниговского района Черниговской области Украины. Население 1 468 человек. В селе расположена Церковь Рождества Богородицы 18 века.
Код КОАТУУ: 7425582802. Почтовый индекс: 15563. Телефонный код: +380 462.

## Власть
До 11 сентября 2016 года орган местного самоуправления — Ивановский сельский совет. Почтовый адрес: 15562, Черниговская обл., Черниговский р-н, с. Ивановка, ул. Дружбы, 33.
С 2016 года входит в состав Ивановской сельской общины.

## Транспорт
В 3-х километрах от села расположена железнодорожная станция Колычевка Юго-Западной железной дороги.
Аэродром с грунтовой ВПП, на котором базировались сельхоз и санитарная авиация, а также осуществлялись пассажирские рейсы самолётами Ан-2, Л-410, Ан-24 на Киев (Жуля́ны), Москву (Быко́во) и другие аэропорты, закрыт. Пассажирские рейсы были переведены на новый аэропорт возле Шестовицы (современная ВПП и здание аэровокзала). После распада СССР и этот аэропорт пришёл в упадок и закрыт.
На данный момент из Чернигова (автостанция № 2, ул. Муринсона, 27) организован автобусный маршрут № 130 «Чернигов — Количевка — Ивановка».

## Галерея

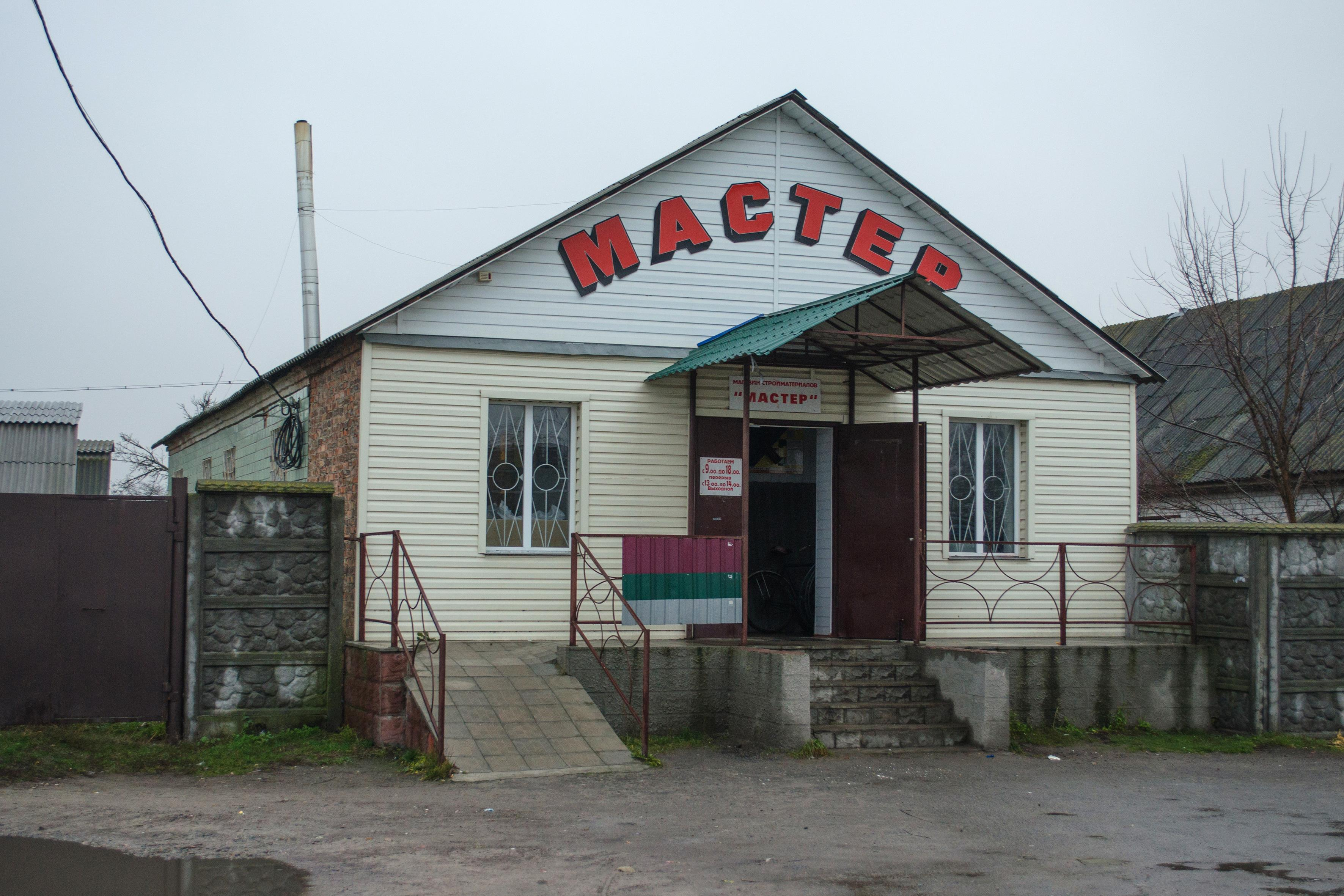
Магазин стройматериалов
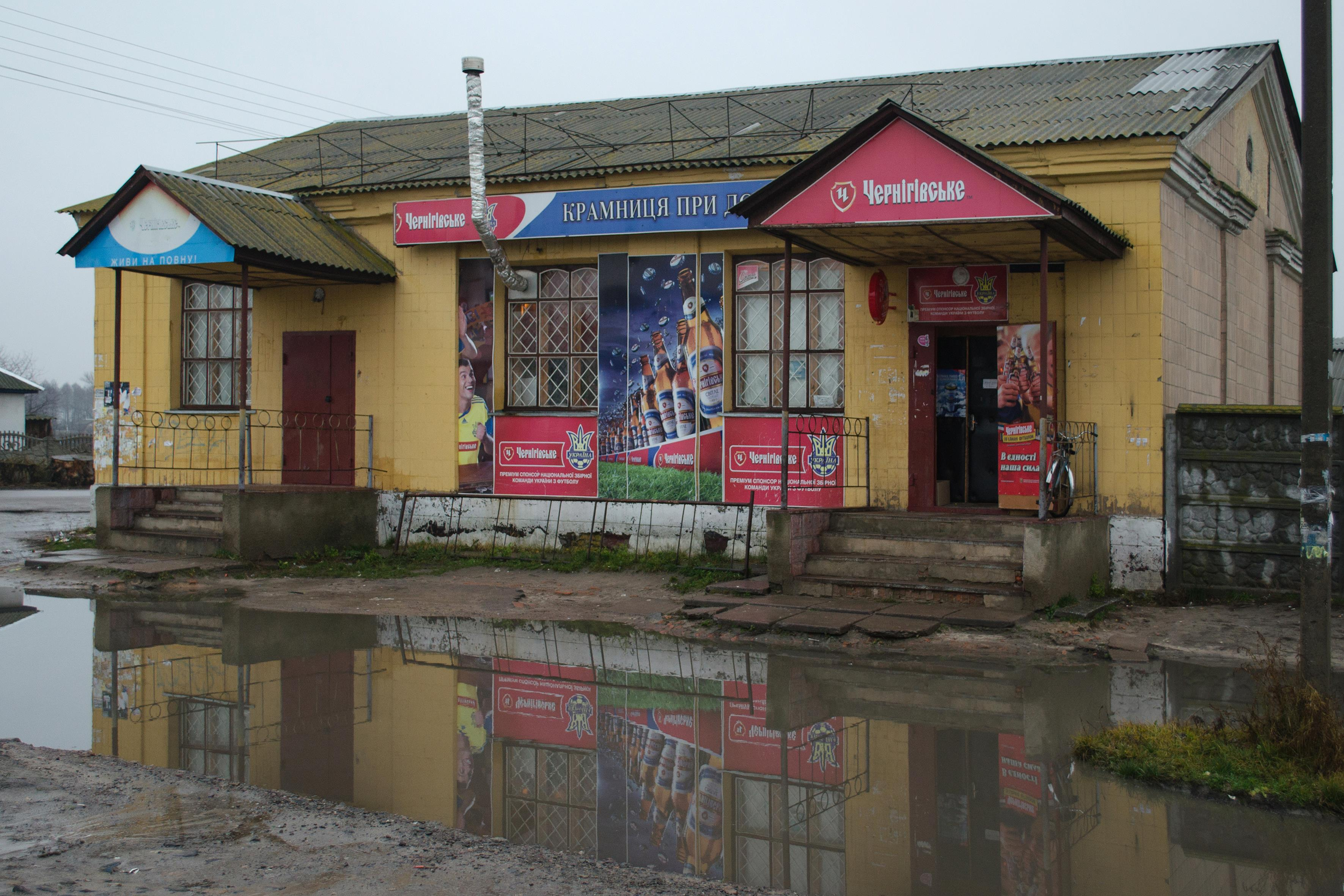
Продуктовый магазин
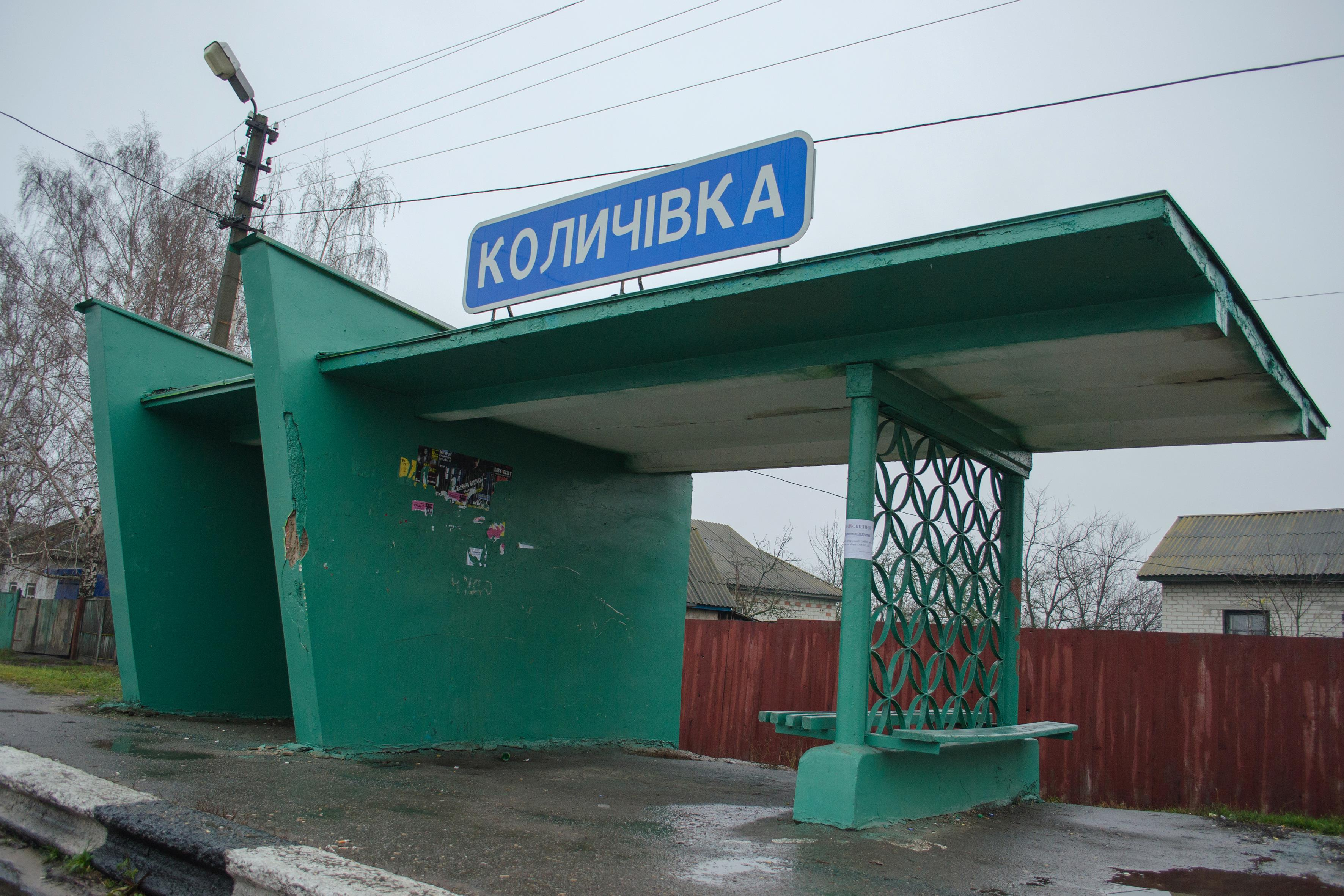
Автобусная остановка
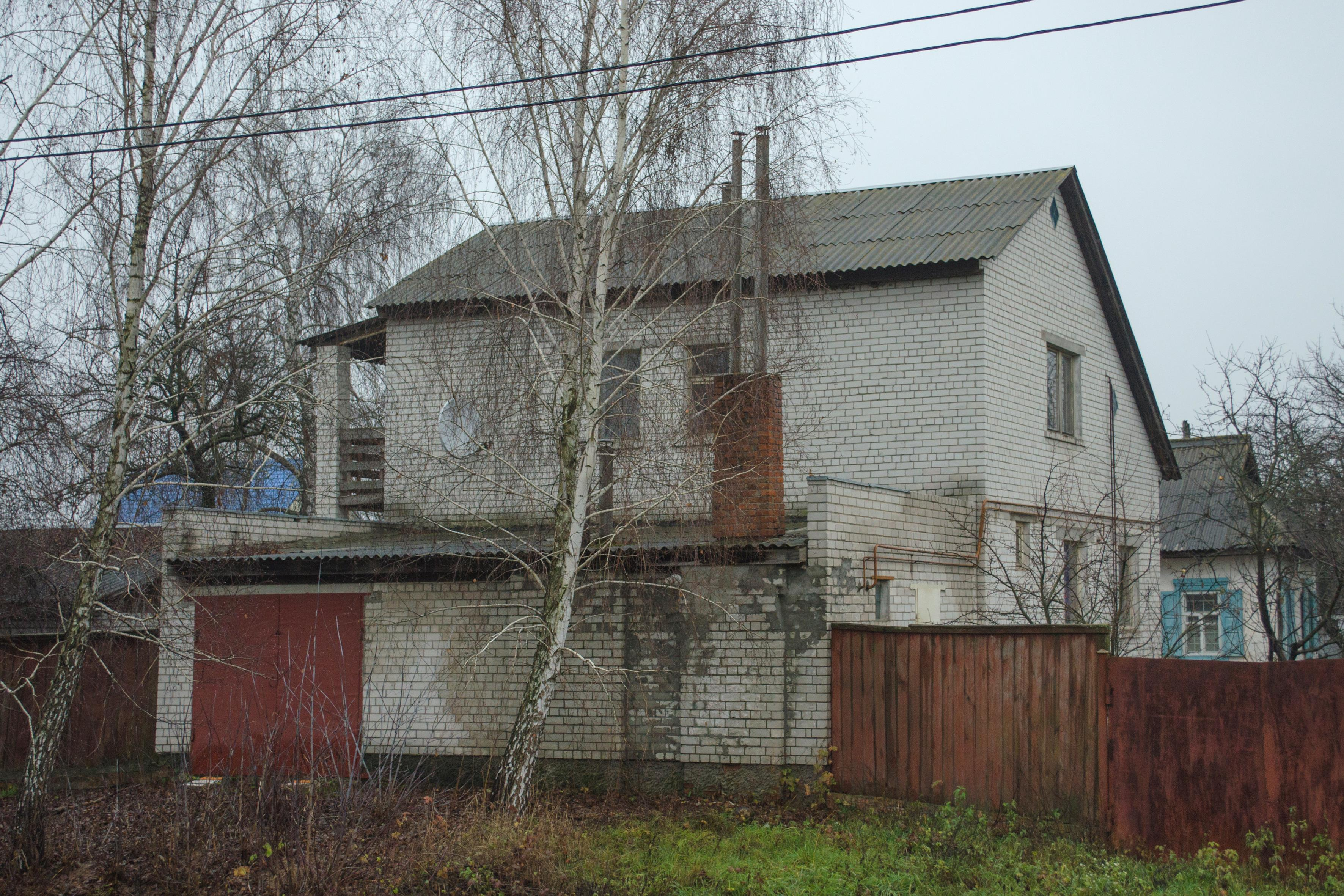
Дом
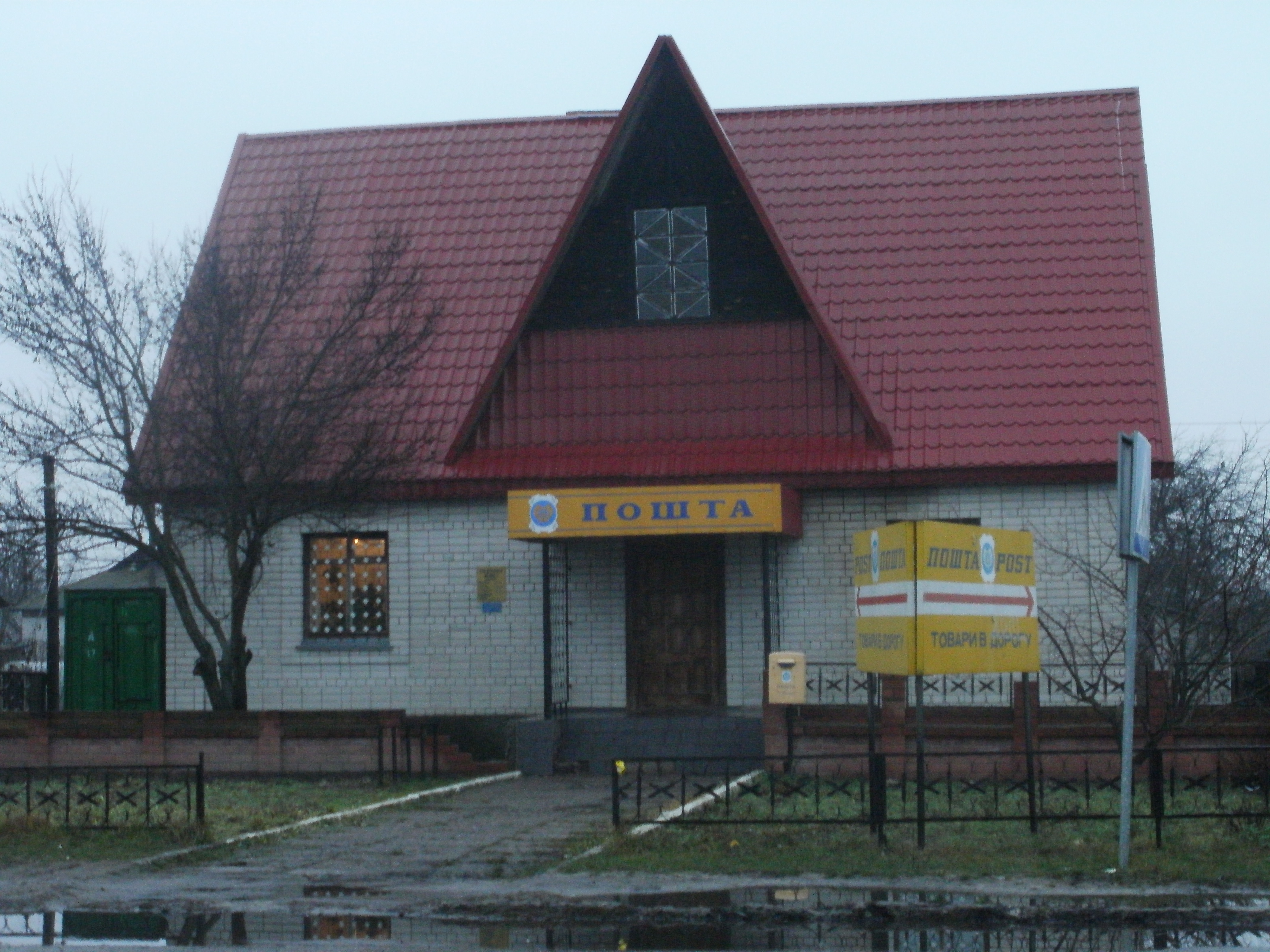
Почта
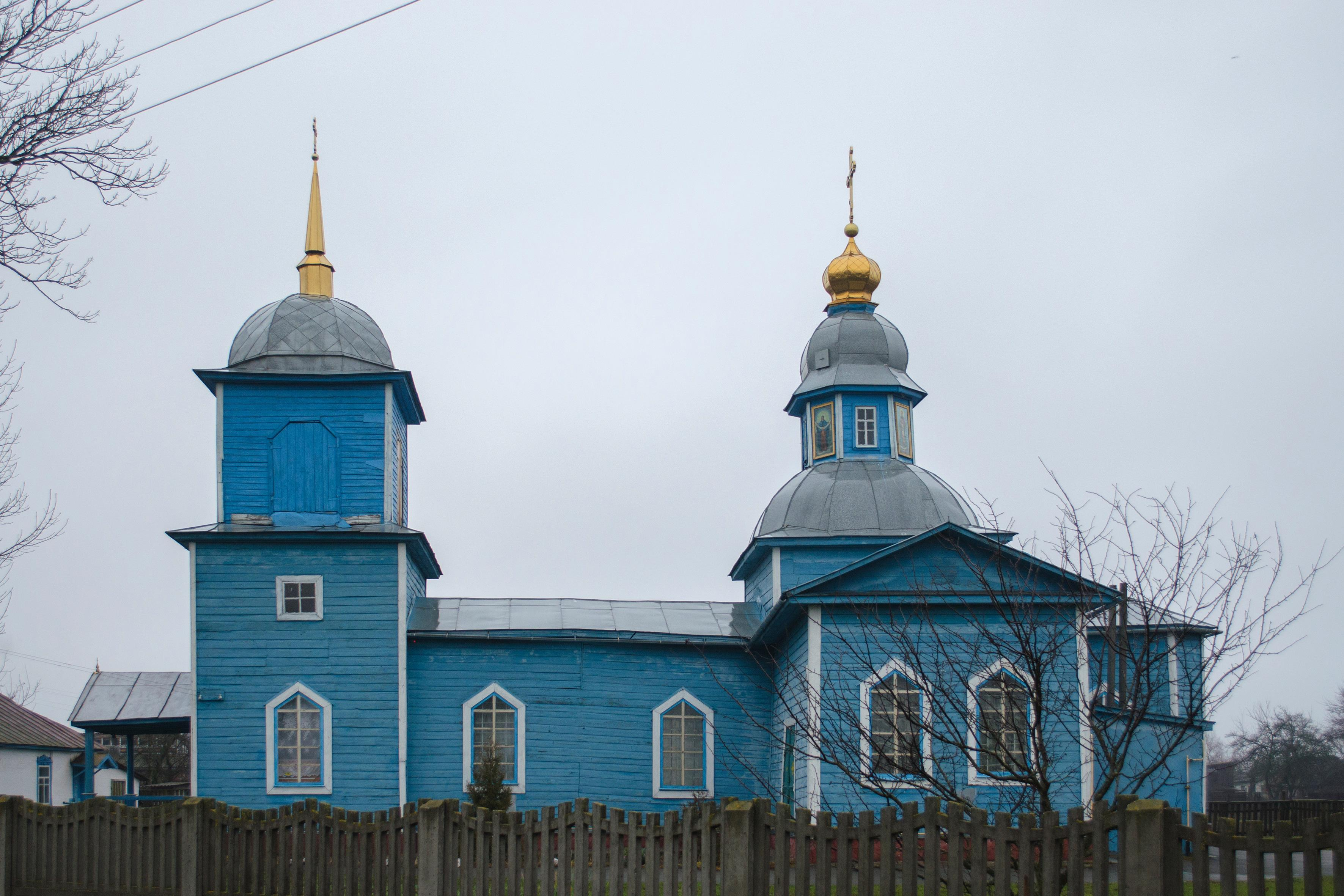
Церковь